# Øivind Nerhagen
Øivind Nerhagen (* 21. April 1958 in Trysil) ist ein ehemaliger norwegischer Biathlet.

## Leben und Laufbahn
Geboren wurde Nerhagen in der Kommune Trysil im Osten der Provinz (Fylke) Hedmark in Südostnorwegen. Ursprünglich ist er ein ausgebildeter Pflanzenbauwissenschaftler.
Er nahm erstmals an den Biathlon-Weltmeisterschaften 1983 in Antholz teil, nachdem er bereits ein Jahr zuvor sein Debüt im Weltcup gegeben hatte. Mit der Staffel erreichte er bei diesen Weltmeisterschaften die Bronzemedaille, was auch gleichzeitig die einzige Medaille Norwegens bei dieser WM bedeutete. In den nachfolgenden Weltmeisterschaften gelangen ihm keine herausragenden Platzierungen mehr. Dreimal gewann er bei norwegischen Meisterschaften die Goldmedaille. Nach 1987 kam er zu keinem internationalen Einsatz mehr.